# Kirjurinluoto

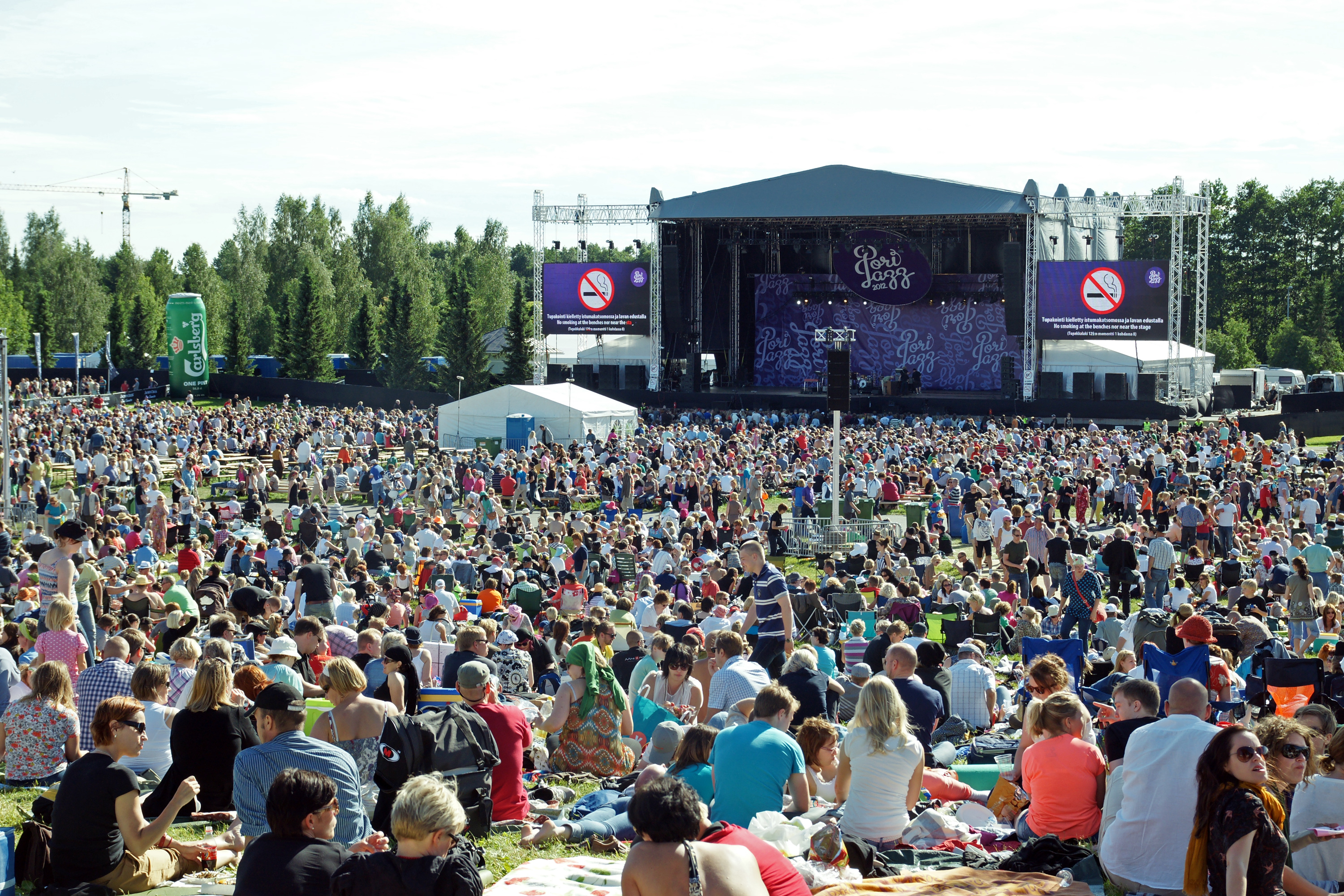
Pori Jazz 2012.

Kirjurinluoto ist eine 25 Hektar große Schäre und Parkanlage in Pori, Finnland. Sie befindet sich im Fluss Kokemäenjoki. Kirjurinluoto ist ein beliebter Freiluftsport- und Erholungsort. Kirjurinluoto ist bekannt als der Konzertplatz des Pori Jazz Festivals.

## Geschichte
Kirjurinluoto ist eine von den vielen Schären in unmittelbarer Nähe der Stadtmitte von Pori. Die Schären entstanden durch natürliche Bodenhebung und Verschlammung durch den Fluss. Ursprünglich war Kirjurinluoto eine einzelne Schäre, aber heute ist sie mit den zwei größeren Schären Raatimiehenluoto und Hanhiluoto verbunden. Der Park von Kirjurinluoto wurde 1897 fertiggestellt.
Es war früher nur möglich, mit dem Boot, Floß oder Fähre nach Kirjurinluoto zu gelangen. Heutzutage ist Kirjurinluoto durch mehrere Brücken zu erreichen. Durch die Autobahn Valtatie 8 ist es heute auch möglich, auf dem Landwege dorthin zu gelangen.   

## Aktivitäten und Veranstaltungen
Die Kirjurinluoto Arena (auch Pori Delta Arena) ist ein Konzertpark auf Kirjurinluoto und seit 2002 auch die Hauptarena des Pori Jazz Festivals. Die ehemalige Hauptarena Lokkilava ist jetzt Ort des Pori Jazz Kids Festivals und des Porispere-Rockfestivals. In Kirjurinluoto befinden sich auch ein Sommertheater, der Kinderspielpark Pelle Hermanni und der neue Angry-Birds-Kinderspielplatz. Es gibt auch viele Freiluftsportmöglichkeiten wie Frisbeegolf, Minigolf, einen Badestrand und Naturlehrpfade. Der Park ist auch geeignet für ein Picknick.